# Friedrich David Groneweg

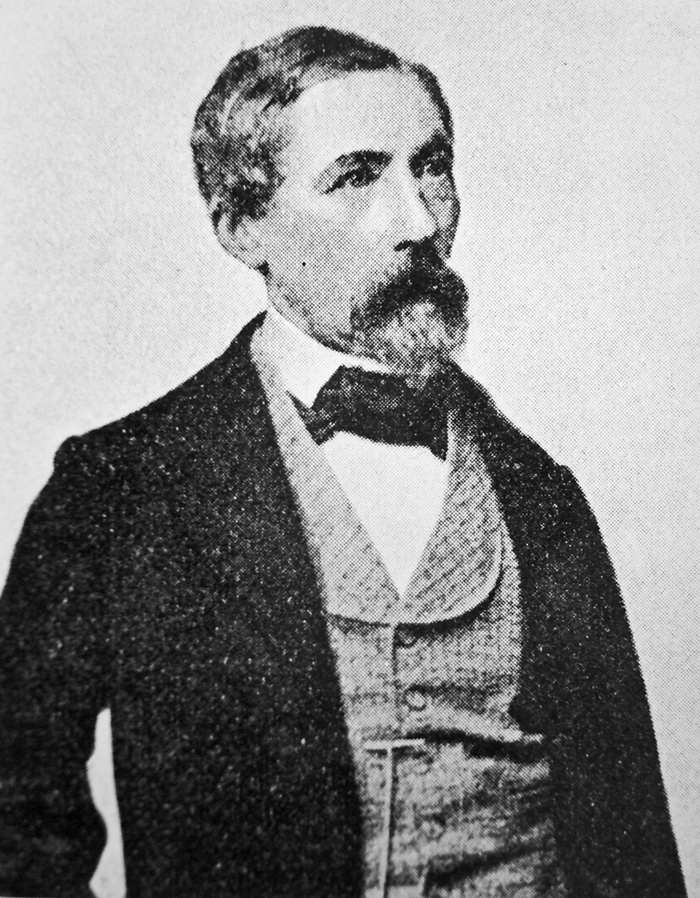
Friedrich David Groneweg

Friedrich David Groneweg (* 5. Juli 1805 in Gütersloh; † 20. März 1886 in Gütersloh) war ein westfälischer Politiker, Rechtsanwalt und Notar sowie Mitglied der liberalen Fortschrittspartei. Seine Eltern waren der Doktor der Medizin, Rudolph Wilhelm Groneweg, und Sophie Louise Weber, Tochter des Senators David Weber, die 1801 in Bielefeld-Neustadt geheiratet hatten.
Friedrich David Groneweg, welcher von 1831 bis 1848 in Gütersloh und Rheda den Beruf des Rechtsanwaltes ausübte, gehört neben Otto Lüning zu den führenden Vertretern des Rhedaer Kreises (bzw. Holter Kreises), welcher sich in der Zeit des Vormärz um die Abschaffung der sozialen Missstände bemühte.
Trotz seiner liberalen Haltung wurde Groneweg 1842 Gütersloher Stadtverordnetenvorsteher gewählt. Groneweg unterstützte die Revolution von 1848 und wehrte sich gegen die Auflösung der Preußischen Nationalversammlung, was am 27. Dezember 1848 zu seiner Verhaftung führte. Noch während seiner Haftzeit im Zuchthaus Münster wurde Groneweg am 5. Februar 1848 in die zweite Kammer des Preußischen Landtags gewählt. 
Nachdem er 1850 vom Vorwurf des Hochverrats freigesprochen wurde, wanderte er mit seiner Familie in die USA aus. Groneweg kehrte aber bereits 1855 nach Deutschland zurück, wobei er zunächst bis 1865 in Münster, anschließend bis 1876 in Osnabrück und die letzten zehn Jahre seines Lebens wieder in Gütersloh lebte.
| Personendaten    | Personendaten                                           |
| ---------------- | ------------------------------------------------------- |
| NAME             | Groneweg, Friedrich David                               |
| KURZBESCHREIBUNG | Politiker und Mitglied der liberalen Fortschrittspartei |
| GEBURTSDATUM     | 5. Juli 1805                                            |
| GEBURTSORT       | Gütersloh                                               |
| STERBEDATUM      | 20. März 1886                                           |
| STERBEORT        | Gütersloh                                               |